# Wolfgang Lambrecht

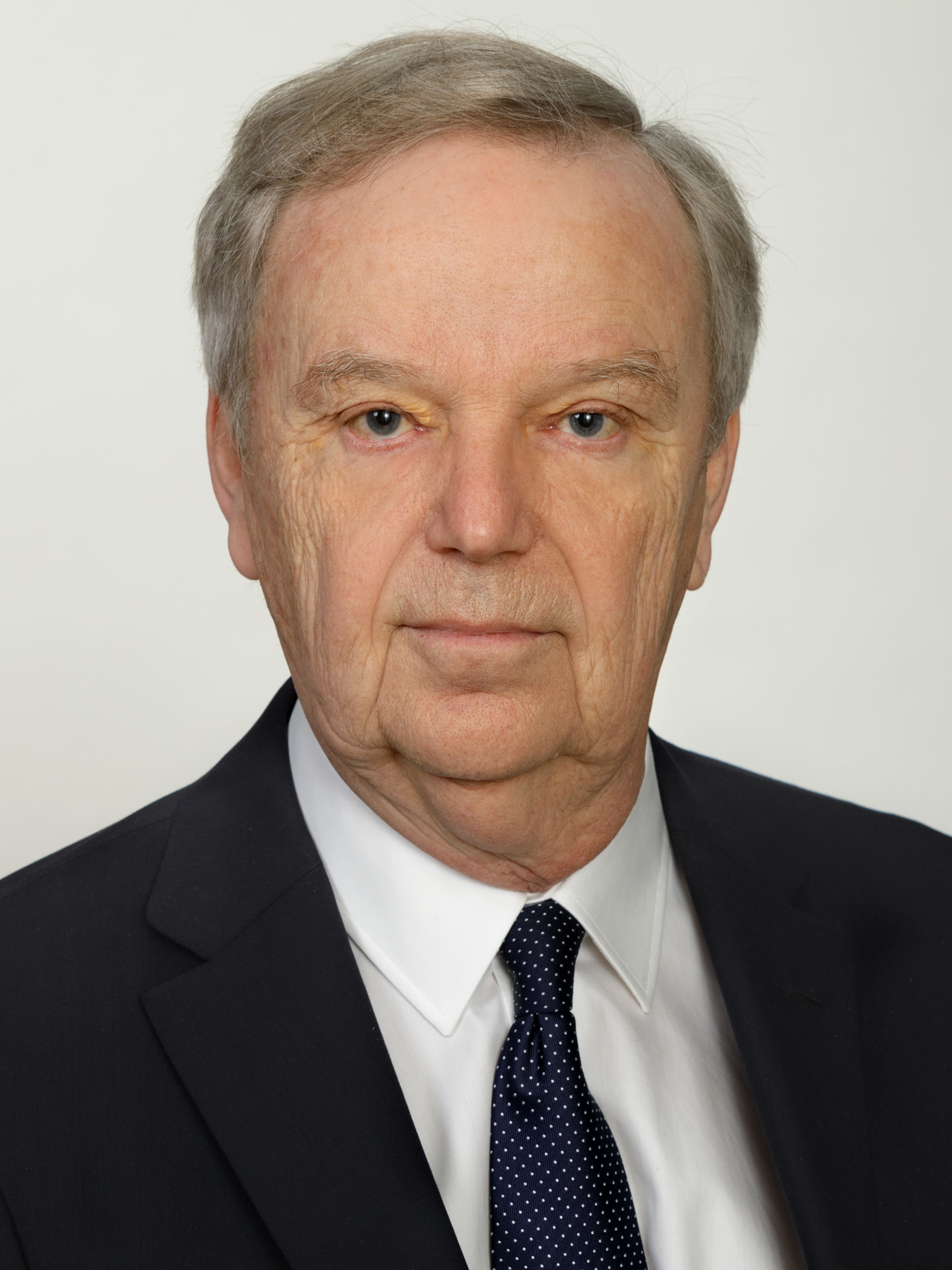
Wolfgang Lambrecht (2017)

Wolfgang Lambrecht (* 5. April 1944 in Stadthagen; † 3. Januar 2022) war ein deutscher Kinderchirurg und Hochschullehrer.

## Leben
Nach dem Abitur am Ratsgymnasium Stadthagen studierte Lambrecht an der Georg-August-Universität Göttingen und der Ludwig-Maximilians-Universität München Medizin. Im Dezember 1968 wurde er in Göttingen promoviert. Medizinalassistent war er in Goslar und Stadthagen. Kurz nach Beginn der chirurgischen Ausbildung in Goslar (Adalbert Büttner) als Wehrpflichtiger zur Bundesmarine einberufen, fuhr er als Schiffsarzt auf der Fregatte Lübeck zur See.

### Chirurgie
Im März 1972 entlassen, ging er zu Fritz Rehbein, einem der weltweit führenden Kinderchirurgen in Bremen. Nach dreieinhalb Jahren wechselte er am 1. November 1975 zu Rudolf Pichlmayr an die Medizinische Hochschule Hannover (Allgemein- und Transplantationschirurgie). Seit dem 1. März 1977 bei Hans-Wilhelm Schreiber in der Allgemeinchirurgie vom Universitätsklinikum Hamburg-Eppendorf, hospitierte er 1978 drei Monate an kinderchirurgischen Zentren in Philadelphia, Washington und Boston. Im Januar/Februar 1978 nahm er am British Council Course on Neonatal Surgery am Hospital for Sick Children in London teil. Im Frühjahr 1980 wurden ihm der Facharzt für Chirurgie und der Facharzt für Kinderchirurgie zuerkannt. Am 25. Februar 1987 habilitierte er sich in Hamburg für Chirurgie. Die 1988 an ihn ergangenen Rufe auf die C3-Stelle für Kinderchirurgie an der Universität Gießen und auf die C4-Stelle für Kinderchirurgie an der Heinrich-Heine-Universität Düsseldorf lehnte er ab. Die Universität Hamburg ernannte ihn am 31. Januar 1988 zum C3-Professor und am 4. Juli 1989 zum Universitätsprofessor C4. Gleichzeitig übernahm er den ersten Lehrstuhl an der neu geschaffenen Klinik für Kinderchirurgie am Universitätsklinikum Hamburg-Eppendorf. Den im Juni 1993 ergangenen Ruf des Universitätsklinikums Rudolf Virchow in Berlin lehnte er ab. 1994 richtete er das 1st International Meeting of the Pediatric Colo-Rectal Club aus; initiiert hatte es Alberto Peña vom Schneider Childrens Hospital, New York. 1997 leitete er die 160. Tagung der Vereinigung Nordwestdeutscher Chirurgen. Zusätzlich zum Direktorat in Eppendorf übernahm er im August 2004 die Leitung der chirurgischen Abteilung vom Altonaer Kinderkrankenhaus, das vom UKE gekauft worden war. Am 30. April 2007 trat er in den Ruhestand.

### Schiffsarzt
Nach seiner klinischen Tätigkeit fuhr er zwischen 2008 und 2012 als Schiffsarzt auf dem Forschungseisbrecher Polarstern mehrfach in die Arktis und in die Antarktis. Einige Male war er auch als Schiffsarzt auf dem deutschen Hochseeforschungsschiff Meteor tätig. Mit ihr bereiste er den Atlantik, die Karibik und das Mittelmeer. Mit der letzten Reise 2012 auf der Meteor endete seine medizinische Tätigkeit endgültig.

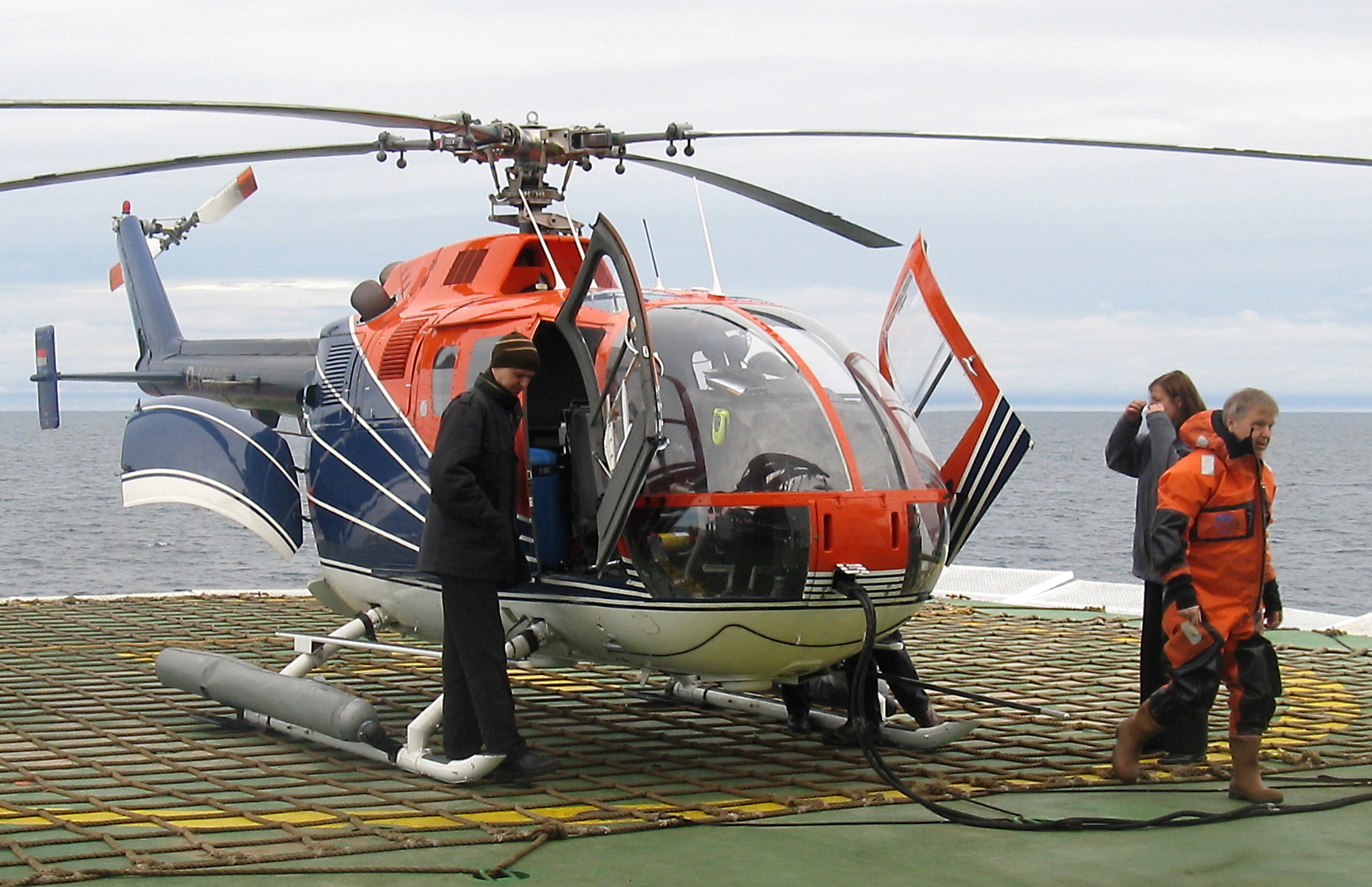
Ausfliegen nach Spitzbergen
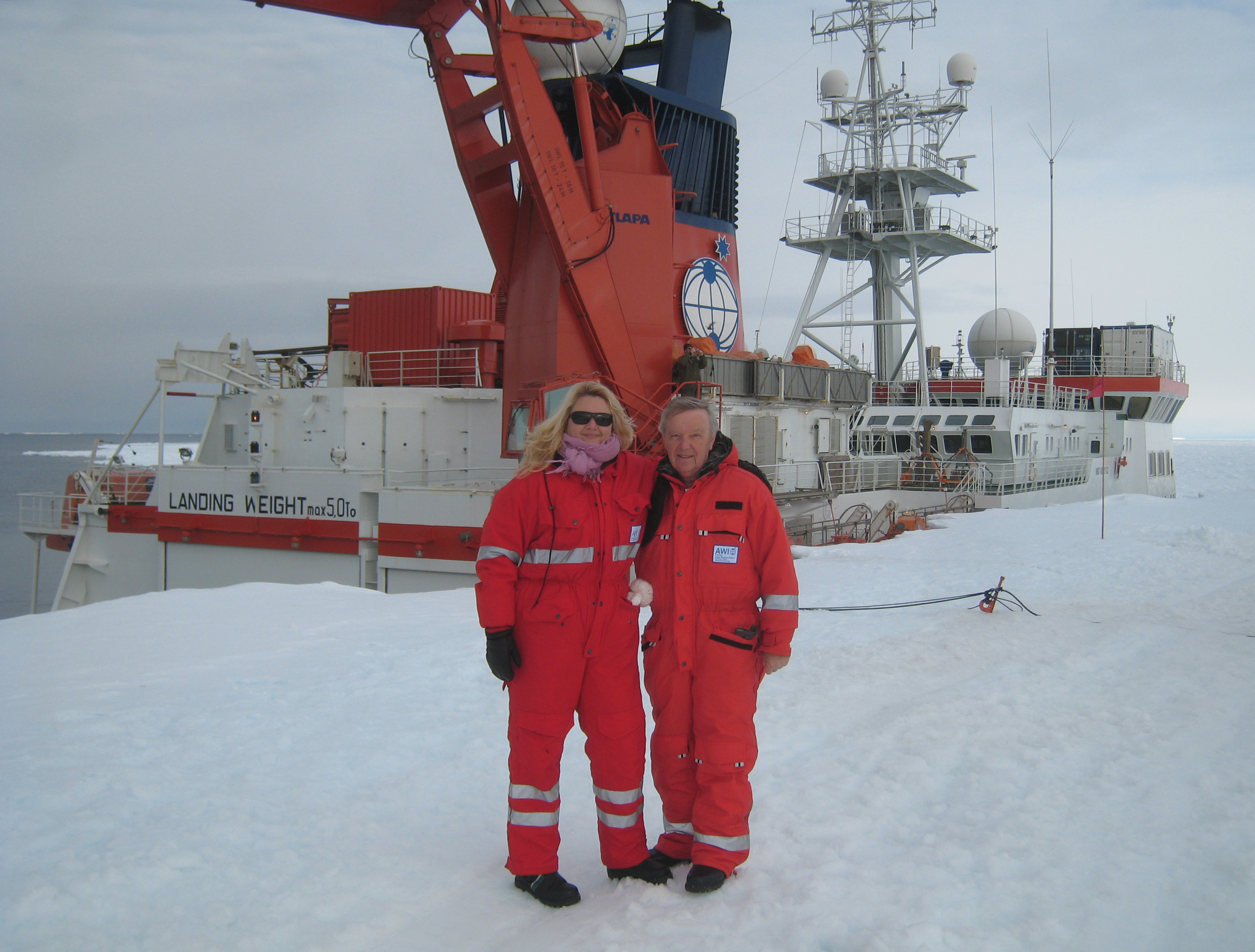
Polarstern an der Schelfeiskante
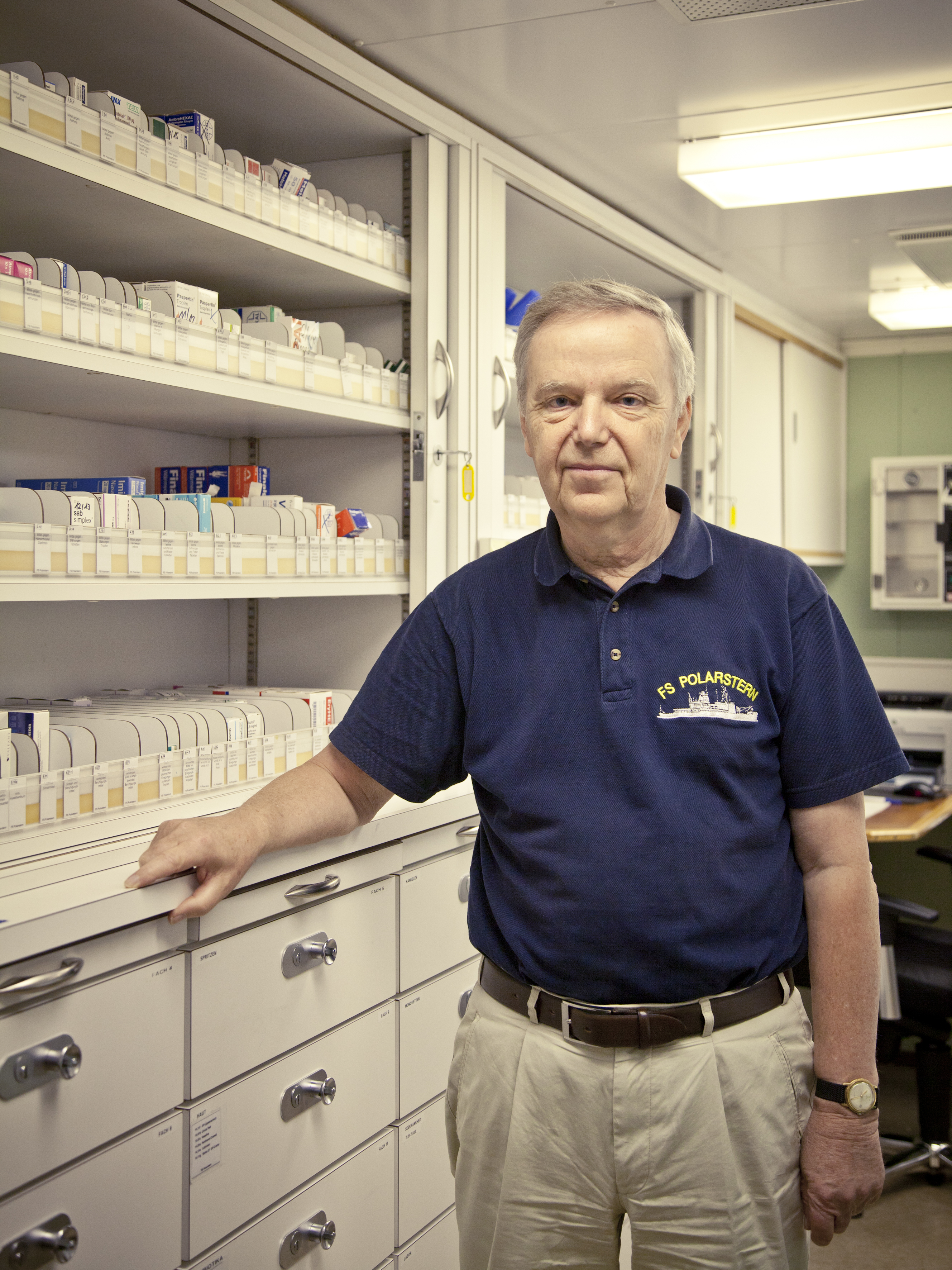
Schiffsarzt der Polarstern

## Werke
- mit Werner Lierse: The internal sphincter in anorectal malformations: Investigations in neonatal pigs. J Pediatr Surg 22 (1987), S. 1160–1168.
- mit Dietrich Kluth, Michael W. L. Gauderer: In memoriam Fritz Rehbein, MD, 1911–1991. J Pediatr Surg: 27 (1992), S. 545–547.

## Redaktionelle Aktivitäten
- Journal of Pediatric Surgery (Editorial Consultant)
- European Journal of Pediatric Surgery (Advisory Board)
- Hepato-Gastroeneroly (Advisory Board)
- Vorsitzender der Kommission für den Richard-Drachter-Preis der Deutschen Gesellschaft für Kinderchirurgie

## Ehrungen
- Martini-Preis der Martini-Stiftung Hamburg (1987)
- Langenbeck-Preis der Deutschen Gesellschaft für Chirurgie (1987)
- Richard-Drachter-Preis der Deutschen Gesellschaft für Kinderchirurgie (1988)